# Getafe Norte
Getafe Norte es un barrio de Getafe (Comunidad de Madrid, España) que limita con el término municipal de Madrid.

## Características
Es uno de los más extensos e importantes de la ciudad y tiene un gran número de edificios residenciales y chalets adosados agrupados en cooperativas. El barrio se construyó a mediados y finales de los 1990 como parte de un ambicioso plan urbanístico de Getafe. En él está el estadio del Getafe Club de Fútbol y el centro comercial "Bulevar", que cuenta con un supermercado Carrefour, varios restaurantes y tiendas de ropa.
El barrio cuenta con un centro de salud de atención primaria (Getafe Norte) y alberga servicios como las piscinas municipales.

## Transporte
Por el barrio pasan las líneas 3 y 12 (Metrosur) de la red de Metro de Madrid en la estación de El Casar, con conexión al tren de Cercanías Madrid a través de la línea C-3. También dispone de la estación de Los Espartales.
La estación de Las Margaritas Universidad pertenece también a Cercanías Madrid y está en la zona oeste de Getafe Norte.

## Enlaces externos

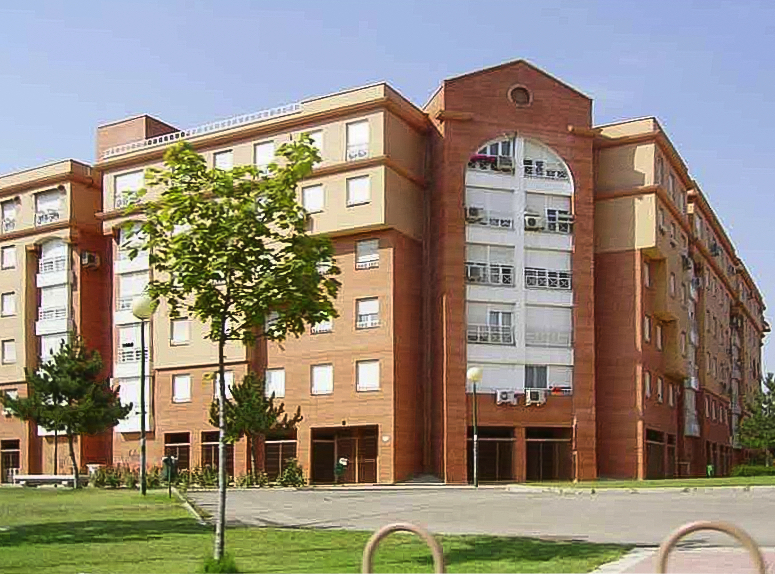
Moderno edificio de Getafe Norte.

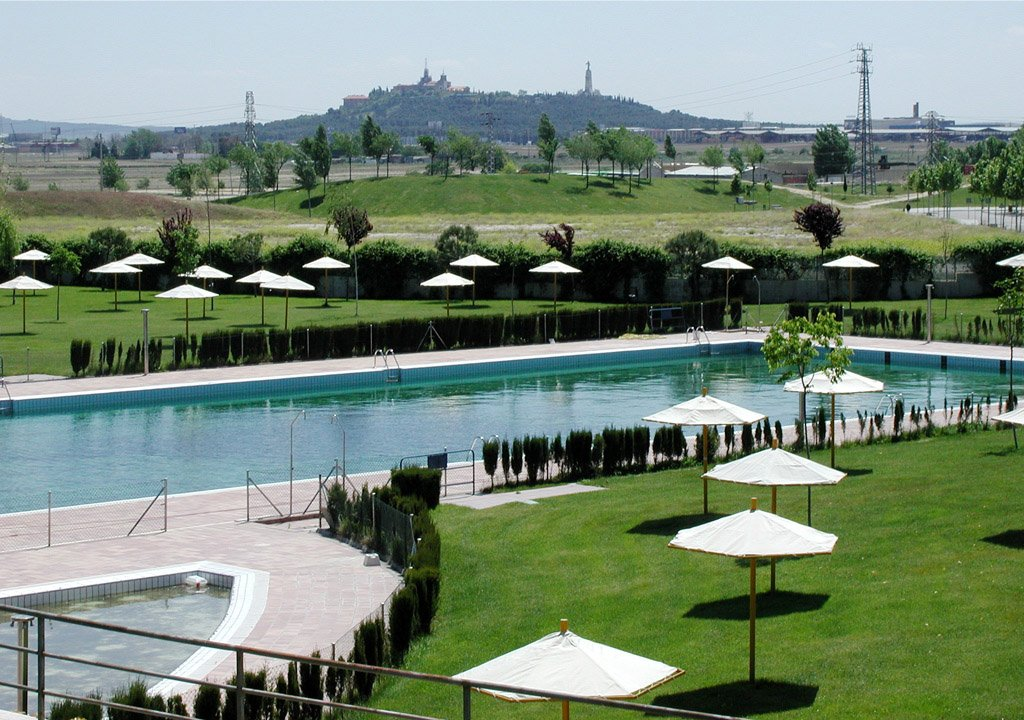
Piscina municipal de Getafe Norte. El cerro de los Ángeles al fondo.